# Ichthyosauria
Los ictiosaurios (Ichthyosauria, gr. "lagartos peces") son un orden extinto de saurópsidos ictiopterigios, que vivieron desde el Triásico Inferior hasta el Cretácico Superior (aproximadamente 245 y 90 millones de años), en lo que hoy es América, Europa y Asia. El nombre fue creado en 1840 por Sir Richard Owen.
Los ictiosaurios eran grandes reptiles marinos con aspecto de pez y delfín (ver evolución convergente). Durante el Triásico, evolucionaron a partir de reptiles terrestres aún no identificados que volvieron al agua, en un proceso análogo al que debieron sufrir delfines y ballenas. Fueron especialmente abundantes en el período Jurásico, hasta que fueron reemplazados como los depredadores acuáticos dominantes en el Cretácico por los plesiosaurios.

## Historia de los descubrimientos

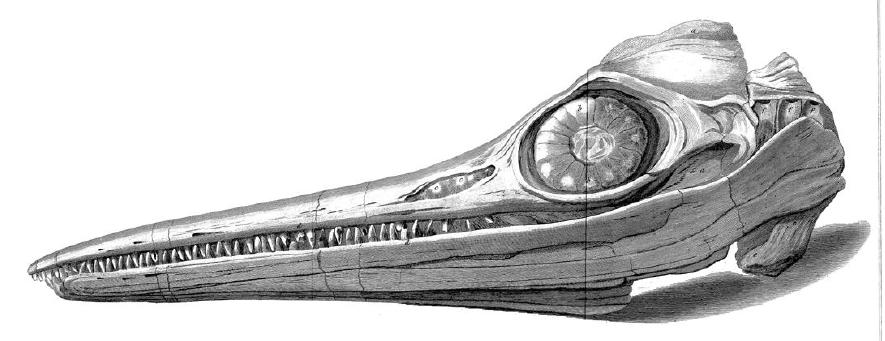
El cráneo encontrado por Joseph Anning en 1811

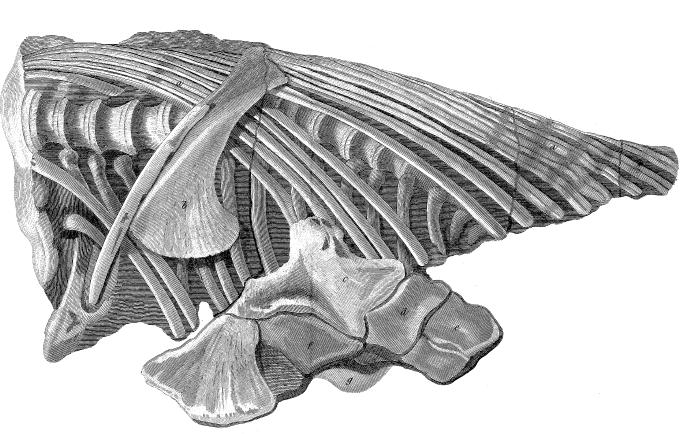
El torso encontrado por Mary Anning en 1812

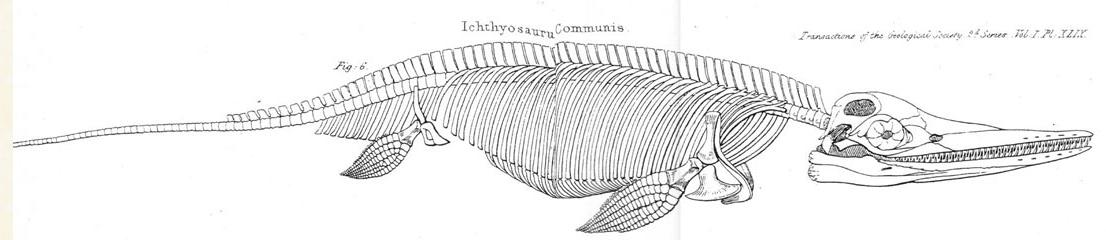
Diagrama de la atanomia esquelética de Ichthyosaurus communis, de un artículo de 1824 de Conybeare

La primera vértebra fósil fue publicada dos veces en 1708 como una prueba tangible del Diluvio Universal. El primer fósil de un ictiosaurio completo fue encontrado en 1811 por Mary Anning en Lyme Regis, en la que ahora se llama la Costa Jurásica. Fue vendido al London Museum of Natural History de William Bullock. Este ha sido identificado como un espécimen de la especie Temnodontosaurus platyodon. 
En 1814, el espécimen fue descrito por el profesor Everard Home, en la primera publicación científica dedicada a un ictiosaurio. Intrigado por el extraño animal, Home trató de localizar ejemplares adicionales en las colecciones existentes y en 1816 describió fósiles de ictiosaurios propiedad de William Buckland y James Johnson. En 1818, Home publicó los datos obtenidos por correspondencia con otros naturalistas de toda Gran Bretaña. En 1819, escribió dos artículos más sobre otros especímenes encontrados por Henry Thomas De la Beche y Thomas James Birch. Una última publicación de 1820 la dedicó a un descubrimiento por Birch en Lyme Regis. La serie de artículos de Home cubre toda la anatomía de los ictiosaurios, pero destacó detalles solamente; faltaba todavía una descripción sistemática.
Home no estaba seguro de cómo clasificar el animal. Aunque la mayoría de los elementos esqueléticos individuales parecían muy reptilianos, la anatomía en su conjunto se asemejaba a la de un pez, por lo que inicialmente asignó la criatura a los peces, como parecía confirmar la forma plana de las vértebras. Al mismo tiempo, consideró que era una forma de transición entre peces y cocodrilos, no en un sentido evolutivo, sino visto su lugar en la Scala naturæ, la «cadena de los seres» que jerárquicamente conecta todas las criaturas vivientes. En 1818, Home señaló algunas similitudes entre la coracoides del ictiosaurios y el esternón del ornitorrinco. Esto le indujo a hacer hincapié en su condición como una forma transitoria, que combinaba, como el ornitorrinco, rasgos de varios grupos mayores. En 1819, la consideraba una forma entre tritones, como Proteus, y lagartos; le dio entonces un nombre genérico oficial: Proteo-Saurus.
Sin embargo, en 1817, Karl Dietrich Eberhard Koenig ya había nombrado al animal como Ichthyosaurus, "pez saurio" del griego ἰχθύς, ichthys, "pez". Este nombre en ese momento era un nomen nudum inválido y solo se publicó por Koenig en 1825, pero fue adoptado por De la Beche en 1819 en una conferencia en la que nombró tres especies de ictiosaurios. Este texto solo sería publicado en 1822, justo después de que un amigo de De la Beche, William Conybeare publicase una descripción de estas especies, junto con una cuarta. La especie tipo era Ichthyosaurus communis, basada en un esqueleto ahora perdido. Conybeare consideraba que  Ichthyosaurus  tenía prioridad en relación con Proteosaurus.  Aunque esto es incorrecto según los estándares actuales, este último nombre se convirtió en un "olvidado" (nomen oblitum). En 1821, De la Beche y Conybeare proporcionaron la primera descripción sistemática de los ictiosaurios, comparándolos con otro grupo de reptiles marinos recientemente identificado, Plesiosauria. Gran parte de esta descripción reflejaba los puntos de vista de su amigo, el anatomista Joseph Pentland.
En 1835, el orden Ichthyosauria fue nombrado por Henri Marie Ducrotay de Blainville. En 1840, Richard Owen nombró al orden Ichthyopterygia como un concepto alternativo.
En 1905, la Expedición Sauriana de 1905 conducida por John C. Merriam de la Universidad de California y financiada por Annie Alexander, encontró 25 especímenes en Nevada central, que durante el Triásico estaba bajo un océano poco profundo. Algunos de los especímenes están ahora en la colección del Museo de Paleontología de la Universidad de California. Otros especímenes están incrustados en la roca y son visibles en el Parque Estatal del Ictiosaurio de Berlín, en el Condado de Nye. Desde 1977 el ictiosaurio triásico Shonisaurus es el Fósil Estatal de Nevada. Nevada es el único estado que posee un esqueleto completo, de 17 m, de este reptil marino extinto.

## Características
Los ictiosaurios presentaban un hocico largo y dentado. Poseían una aleta caudal grande sostenida, en su lóbulo ventral, por la columna vertebral, una aleta dorsal y sus patas estaban transformadas en aletas que probablemente usaban como elementos estabilizadores y de dirección. Eran carnívoros que subían a la superficie para llenar sus pulmones de aire, y vivíparos, por los fósiles que se han encontrado con fetos fosilizados en el interior. El viviparismo no debe ser tan sorprendente como puede parecer al principio: las criaturas marinas que respiran aire deben ir a tierra a poner sus huevos, como las tortugas y algunas serpientes de mar, o el resto lleva a cabo el nacimiento de sus jóvenes en las aguas de la superficie. Construidos para la velocidad, como el atún, los ictiosaurios eran también al parecer buceadores de profundidad, como algunas ballenas modernas. Se ha estimado que los ictiosaurios podían nadar a velocidades de hasta 40 km/h. Hay amplia evidencia de que los ictiosaurios eran de flotación negativa.
Se ha determinado a través de registros dentales que varios tipos de reptiles marinos, incluyendo a los ictiosaurios, tenían un metabolismo de sangre caliente similar al de los mamíferos. Estos tenían la habilidad de generar calor endotérmico para sobrevivir en ambientes fríos.
Según las estimaciones de Ryosuke Motani un Stenopterygius de 2,4 metros pesaba alrededor de 163 a 168 kg, mientras un Ophthalmosaurus de 4 metros pesaba de 930 a 950 kg (casi una tonelada).
Aunque los ictiosaurios son superficialmente similares a los peces, no lo eran. El biólogo Stephen Jay Gould dice que el ictiosaurio es su ejemplo favorito de evolución convergente, en el que las similitudes de estructura no son homólogas sino análogas, para este grupo:

Convergieron tan fuertemente con los peces que de hecho evolucionaron una aleta dorsal y caudal justamente en el lugar correcto y justamente con el diseño hidrodinámico correcto. Estas estructuras son aún más notables porque evolucionaron de la nada, el reptil terrestre ancestral no tenía ninguna joroba en su espalda o una paleta en su cola que sirviera como un precursor.
Stephen Jay Gould, "Bent out of Shape" in Eight Little Piggies.

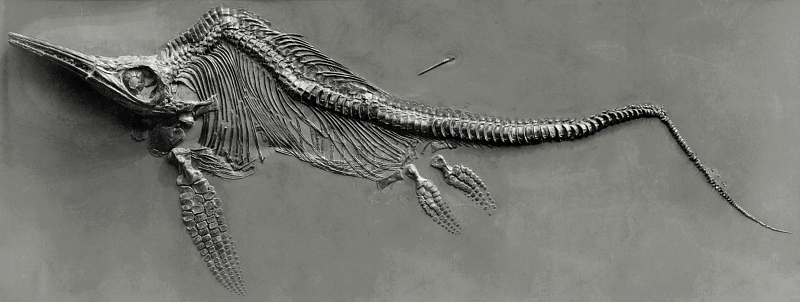
Fósil de Ichthyosauria, en el Museum Wiesbaden (Alemania).

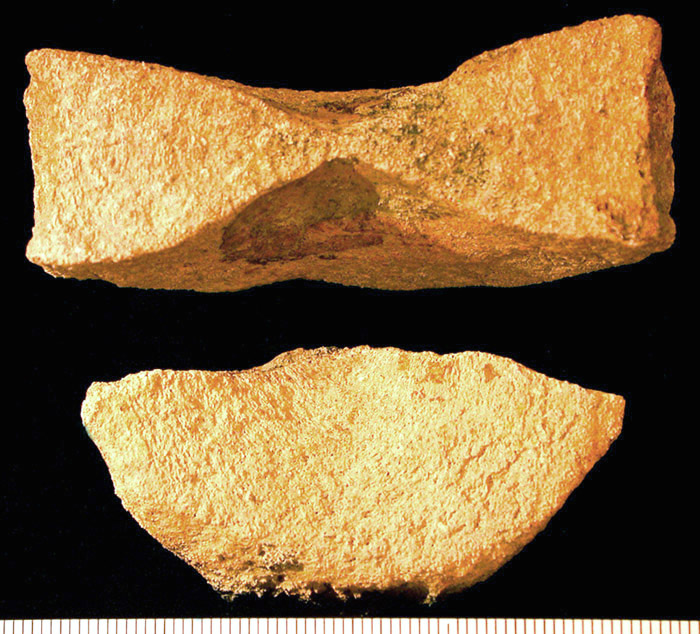
vértebras de un ictiosaurio la Formación Sundance (Jurásico) del sur de Wyoming.

De hecho las reconstrucciones más tempranas de ictiosaurios omitieron la aleta dorsal que no tenía ninguna estructura esquelética dura de sostén, hasta que finalmente se recuperaron especímenes finamente conservados en la década de 1890 del lagerstätten de Holzmaden en Alemania que reveló rastros de la aleta.
Los ictiosaurios se alimentaban principalmente de un antiguo tipo de cefalópodo pariente lejano de los calamares llamado belemnites. Algunos ictiosaurios tempranos tenían los dientes adaptados para aplastar moluscos. Seguramente se alimentaban también de peces, y algunas de las especies más grandes con grandes mandíbulas y dientes se alimentaban de reptiles más pequeños. Los ictiosaurios fueron tan variados en el tamaño, y sobrevivieron por tanto tiempo, que probablemente tuvieron una amplia gama de presas. Los ictiosaurios típicos tienen los ojos muy grandes, protegidos dentro de un anillo óseo, sugiriendo que podrían haber cazado por la noche.

## Historia evolutiva

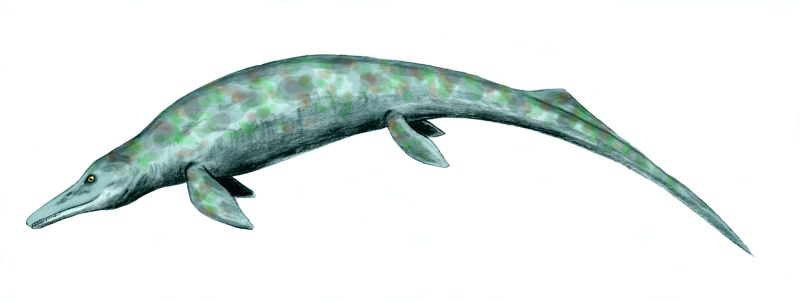
Cymbospondylus

Los ictiosaurios más tempranos, parecidos más a lagartos con aletas que a las más familiares formas de pez o delfín, se conocen de los estratos del Triásico Inferior y temprano-medio (Olenekiense y Anisiense, hace 240-250 millones de años) de Canadá, China, Japón, y Spitsbergen en Noruega. Estas formas primitivas incluyen a Chaohusaurus, Grippia y  Utatsusaurus. Estos proto-ictiosaurios muy primitivos, que ahora se clasifican como ictiopterigios en lugar de propiamente ictiosaurios,
dieron origen rápidamente a los verdaderos ictiosaurios en algún momento al final del Triásico Temprano o principios del Triásico Medio. Estos últimos se diversificaron en una variedad de formas, incluyendo a Cymbospondylus, parecido a una serpiente marina que alcanzaba los 10 metros y formas típicas más pequeñas como Mixosaurus.

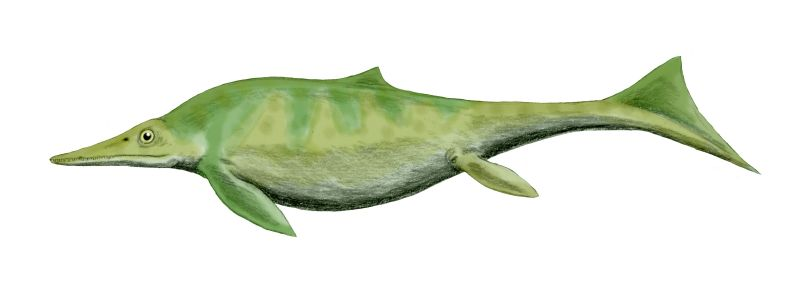
Californosaurus

En el Triásico Superior, los ictiosaurios estaban en su mayoría representados por los miembros de la familia Shastasauridae, y las formas más derivadas, de aspecto delfinoide, de los clados Euichthyosauria (Californosaurus, Toretocnemus) y Parvipelvia (Hudsonelpidia, Macgowania). Los expertos discrepan sobre si estos representan una continuación evolutiva, con los shastosaurios menos especializados como un grupo parafilético que estaba evolucionando en formas más avanzadas, o si los dos eran clados separados que evolucionaron de un antepasado común más temprano.

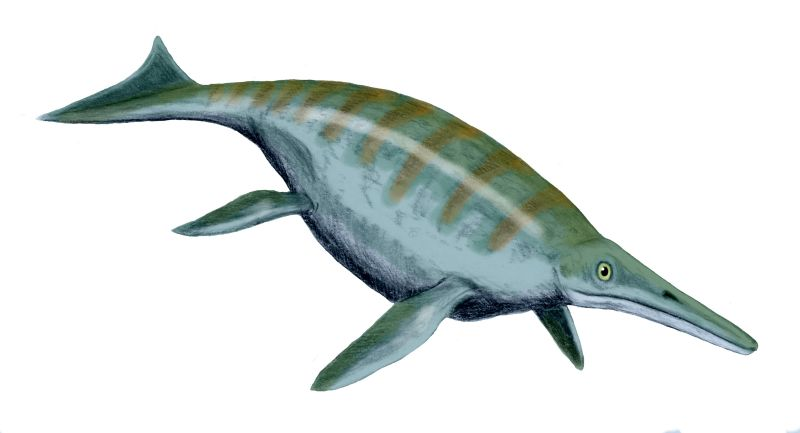
Shonisaurus

Durante el Carniense y el Noriense, los shastasaurios alcanzaron grandes tamaños. Shonisaurus, conocido por varios especímenes del Carniense de Nevada, tenía 15 metros de largo. Los Shonisaurus norianos son conocidos de ambos lados del Pacífico. El Himalayasaurus y el Tibetosaurus (probablemente sinónimos) se han encontrado en el Tíbet. Estos grandes ictiosaurios (10 a 15 metros de largo) probablemente pertenecen al mismo género que Shonisaurus. Shastasaurus sikanniensis, cuyos restos se encontraron en la formación Pardonet de la Columbia Británica por Elizabeth Nicholls, alcanzó los 23 metros de longitud, uno de los reptiles marinos más grandes conocidos hasta la fecha.
Estos gigantes (junto con sus primos más pequeños) parecen haber desaparecido al final del Noriense. Los ictiosaurios del Rhaetiense (finales del Triásico) de Inglaterra son muy similares a los del Jurásico Inferior. Como los dinosaurios, los ictiosaurios y sus contemporáneos los plesiosaurios sobrevivieron al evento de la extinción del final del Triásico, e inmediatamente se diversificaron para llenar los nichos ecológicos libres del Jurásico Inferior.

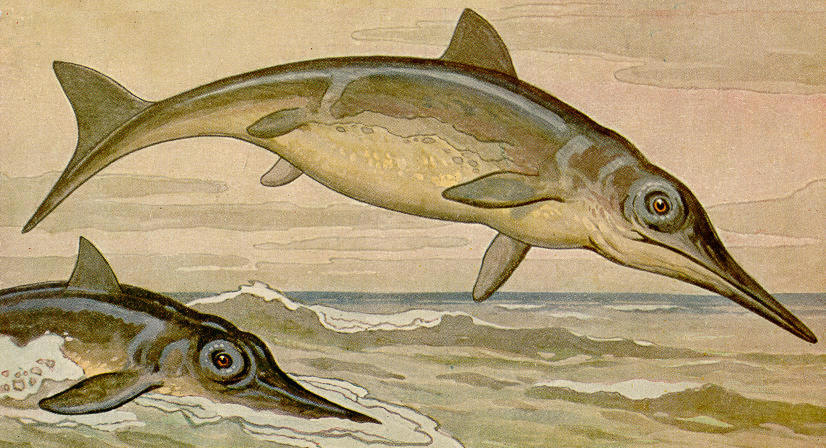
Ichthyosaurus

El Jurásico Inferior, como el Triásico Superior, fue un auge de ictiosaurios representado por cuatro familias y una variedad de especies que iban de uno a diez metros de longitud. Los géneros incluyen a Eurhinosaurus, Ichthyosaurus, Leptonectes, Stenopterygius, y el gran depredador Temnodontosaurus, junto con el primitivo Suevoleviathan, que cambió poco respecto a sus antepasados del Noriense. Todos estos animales eran hidrodinámicos, con formas de delfín, aunque los animales más primitivos eran alargados, quizás más que los avanzados y compactos Stenopterygius e Ichthyosaurus.
Los ictiosaurios todavía eran comunes en el Jurásico Medio, pero ya había disminuido su diversidad. Todos pertenecen a un solo clado, Ophthalmosauria. Representado por Ophthalmosaurus, de 4 metros de largo, y géneros relacionados, eran muy similares a Ichthyosaurus, y habían logrado una forma de "gota de lágrima" perfectamente hidrodinámica. Los ojos del Ophthalmosaurus eran grandes, y es probable que estos animales cazaran en aguas oscuras y profundas.

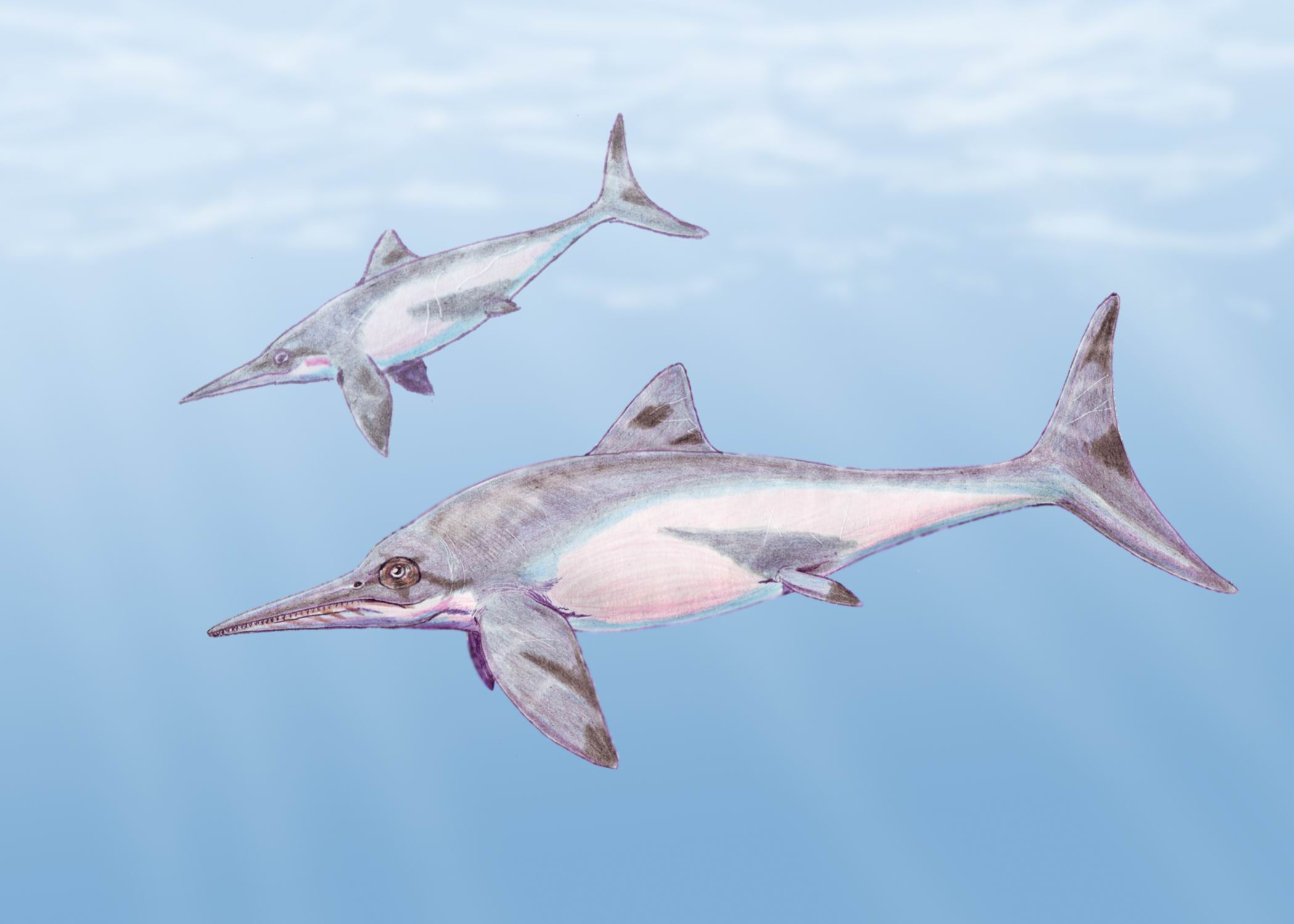
Platypterygius

La diversidad de los ictiosaurios parece disminuir más en el Cretácico. Solo se conocen tres géneros, Caypullisaurus, Maiaspondylus y Platypterygius, aunque tenían una distribución mundial; se sabe que había poca diversidad de especies. El último género de ictiosaurios en extinguirse fue víctima del evento de extinción de la mitad del Cretácico (Cenomaniense-Turoniense, hace unos 93 millones de años) (como ocurrió con algunos de los pliosaurios gigantes), aunque irónicamente animales menos eficaces hidrodinámicamente como los mosasaurios y los elasmosaurios florecieron. Parece que los ictiosaurios se volvieron víctimas de su propia sobreespecialización, y eran incapaces de mantenerse el ritmo de la natación rápida y la alta evasividad de los nuevos peces teleósteos que se estaban volviendo dominantes en este momento, y contra las estrategias de la emboscada de yacer y esperar de los mosasaurios que demostraron ser superiores.
Estudios recientes, sin embargo, muestran que los ictiosaurio eran en realidad mucho más diversos en el Cretácico de lo que se había pensado anteriormente. Su extinción fue más un evento abrupto que un largo declive, relacionado con los cambios climáticos del Turoniense. 

## Sistemática

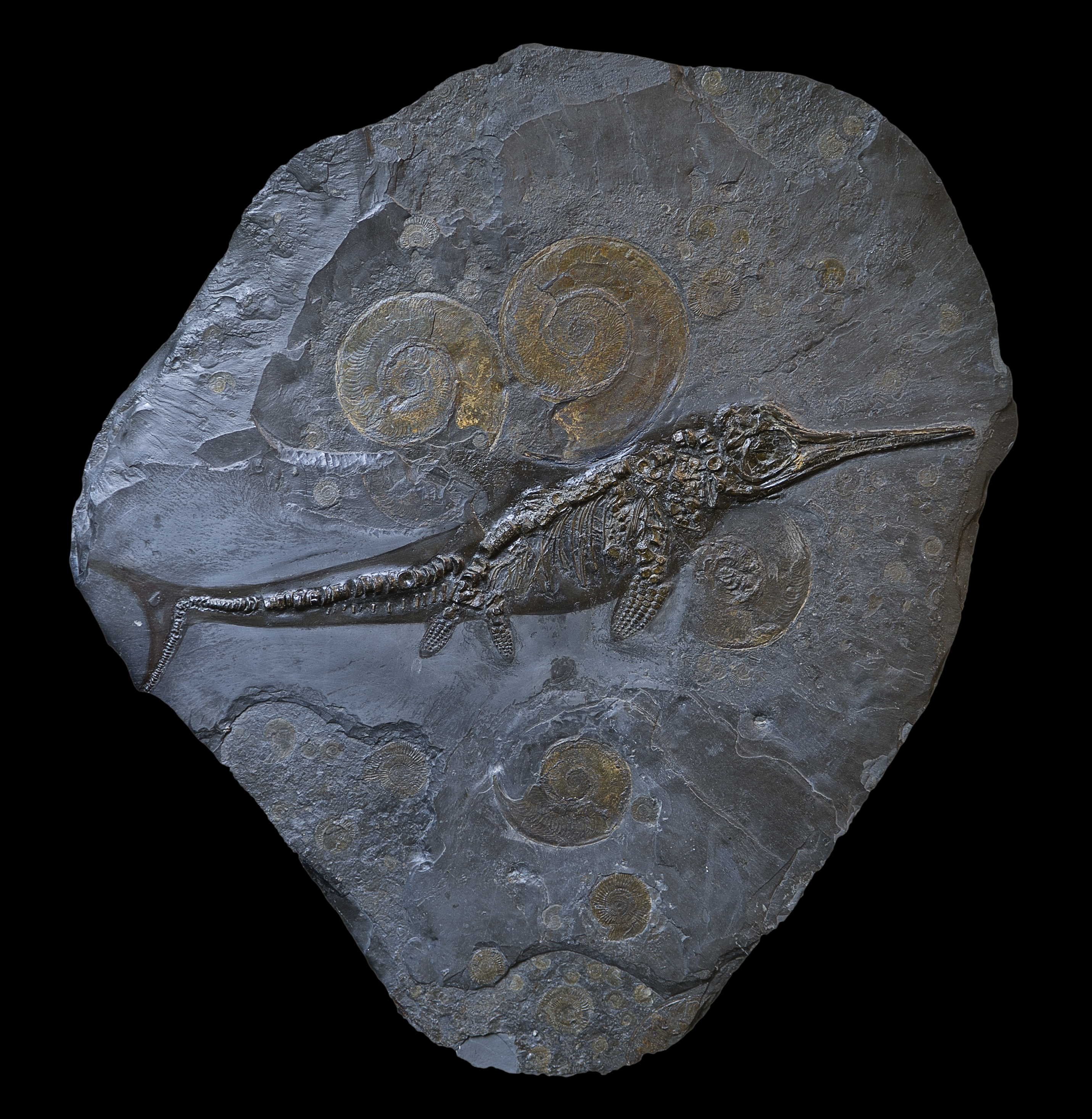
Ichthyosaurus acutirostris

Orden Ichthyosauria
Familia  Mixosauridae
Suborden Merriamosauriformes
Guanlingsaurus
Clado Merriamosauria
Familia Shastasauridae
Infraorden Euichthyosauria
Familia Toretocnemidae
Californosaurus
Clado Parvipelvia
Macgovania
Hudsonelpidia
Suevoleviathan
Temnodontosaurus
Familia Leptonectidae
Infraorden Thunnosauria
Familia Stenopterygiidae (Stenopterygius)
Familia Ichthyosauridae (Ichthyosaurus)
Familia Ophthalmosauridae (Ophthalmosaurus)

## Filogenia
El siguiente cladograma está basado en "Ryosuke Motani Ichthyosaur Page":

|  | Stenopterygius                                                      |
|  |                                                                     |
|  | \| \| Ichthyosaurus \| \| \| \| \| \| Ophthalmosauridae \| \| \| \| |
|  |                                                                     |
|  | Ichthyosaurus                                                       |
|  |                                                                     |
|  | Ophthalmosauridae                                                   |
|  |                                                                     |

|  | Ichthyosaurus     |
|  |                   |
|  | Ophthalmosauridae |
|  |                   |

|  | Stenopterygius                                                      |
|  |                                                                     |
|  | \| \| Ichthyosaurus \| \| \| \| \| \| Ophthalmosauridae \| \| \| \| |
|  |                                                                     |
|  | Ichthyosaurus                                                       |
|  |                                                                     |
|  | Ophthalmosauridae                                                   |
|  |                                                                     |

|  | Ichthyosaurus     |
|  |                   |
|  | Ophthalmosauridae |
|  |                   |

|  | Stenopterygius                                                      |
|  |                                                                     |
|  | \| \| Ichthyosaurus \| \| \| \| \| \| Ophthalmosauridae \| \| \| \| |
|  |                                                                     |
|  | Ichthyosaurus                                                       |
|  |                                                                     |
|  | Ophthalmosauridae                                                   |
|  |                                                                     |

|  | Ichthyosaurus     |
|  |                   |
|  | Ophthalmosauridae |
|  |                   |

|  | Stenopterygius                                                      |
|  |                                                                     |
|  | \| \| Ichthyosaurus \| \| \| \| \| \| Ophthalmosauridae \| \| \| \| |
|  |                                                                     |
|  | Ichthyosaurus                                                       |
|  |                                                                     |
|  | Ophthalmosauridae                                                   |
|  |                                                                     |

|  | Ichthyosaurus     |
|  |                   |
|  | Ophthalmosauridae |
|  |                   |

|  | Stenopterygius                                                      |
|  |                                                                     |
|  | \| \| Ichthyosaurus \| \| \| \| \| \| Ophthalmosauridae \| \| \| \| |
|  |                                                                     |
|  | Ichthyosaurus                                                       |
|  |                                                                     |
|  | Ophthalmosauridae                                                   |
|  |                                                                     |

|  | Ichthyosaurus     |
|  |                   |
|  | Ophthalmosauridae |
|  |                   |

|  | Stenopterygius                                                      |
|  |                                                                     |
|  | \| \| Ichthyosaurus \| \| \| \| \| \| Ophthalmosauridae \| \| \| \| |
|  |                                                                     |
|  | Ichthyosaurus                                                       |
|  |                                                                     |
|  | Ophthalmosauridae                                                   |
|  |                                                                     |

|  | Ichthyosaurus     |
|  |                   |
|  | Ophthalmosauridae |
|  |                   |

|  | Stenopterygius                                                      |
|  |                                                                     |
|  | \| \| Ichthyosaurus \| \| \| \| \| \| Ophthalmosauridae \| \| \| \| |
|  |                                                                     |
|  | Ichthyosaurus                                                       |
|  |                                                                     |
|  | Ophthalmosauridae                                                   |
|  |                                                                     |

|  | Ichthyosaurus     |
|  |                   |
|  | Ophthalmosauridae |
|  |                   |

|  | Stenopterygius                                                      |
|  |                                                                     |
|  | \| \| Ichthyosaurus \| \| \| \| \| \| Ophthalmosauridae \| \| \| \| |
|  |                                                                     |
|  | Ichthyosaurus                                                       |
|  |                                                                     |
|  | Ophthalmosauridae                                                   |
|  |                                                                     |

|  | Ichthyosaurus     |
|  |                   |
|  | Ophthalmosauridae |
|  |                   |

|  | Stenopterygius                                                      |
|  |                                                                     |
|  | \| \| Ichthyosaurus \| \| \| \| \| \| Ophthalmosauridae \| \| \| \| |
|  |                                                                     |
|  | Ichthyosaurus                                                       |
|  |                                                                     |
|  | Ophthalmosauridae                                                   |
|  |                                                                     |

|  | Ichthyosaurus     |
|  |                   |
|  | Ophthalmosauridae |
|  |                   |

|  | Stenopterygius                                                      |
|  |                                                                     |
|  | \| \| Ichthyosaurus \| \| \| \| \| \| Ophthalmosauridae \| \| \| \| |
|  |                                                                     |
|  | Ichthyosaurus                                                       |
|  |                                                                     |
|  | Ophthalmosauridae                                                   |
|  |                                                                     |

|  | Ichthyosaurus     |
|  |                   |
|  | Ophthalmosauridae |
|  |                   |

|  | Stenopterygius                                                      |
|  |                                                                     |
|  | \| \| Ichthyosaurus \| \| \| \| \| \| Ophthalmosauridae \| \| \| \| |
|  |                                                                     |
|  | Ichthyosaurus                                                       |
|  |                                                                     |
|  | Ophthalmosauridae                                                   |
|  |                                                                     |

|  | Ichthyosaurus     |
|  |                   |
|  | Ophthalmosauridae |
|  |                   |

|  | Stenopterygius                                                      |
|  |                                                                     |
|  | \| \| Ichthyosaurus \| \| \| \| \| \| Ophthalmosauridae \| \| \| \| |
|  |                                                                     |
|  | Ichthyosaurus                                                       |
|  |                                                                     |
|  | Ophthalmosauridae                                                   |
|  |                                                                     |

|  | Ichthyosaurus     |
|  |                   |
|  | Ophthalmosauridae |
|  |                   |

|  | Stenopterygius                                                      |
|  |                                                                     |
|  | \| \| Ichthyosaurus \| \| \| \| \| \| Ophthalmosauridae \| \| \| \| |
|  |                                                                     |
|  | Ichthyosaurus                                                       |
|  |                                                                     |
|  | Ophthalmosauridae                                                   |
|  |                                                                     |

|  | Ichthyosaurus     |
|  |                   |
|  | Ophthalmosauridae |
|  |                   |

|  | Stenopterygius                                                      |
|  |                                                                     |
|  | \| \| Ichthyosaurus \| \| \| \| \| \| Ophthalmosauridae \| \| \| \| |
|  |                                                                     |
|  | Ichthyosaurus                                                       |
|  |                                                                     |
|  | Ophthalmosauridae                                                   |
|  |                                                                     |

|  | Ichthyosaurus     |
|  |                   |
|  | Ophthalmosauridae |
|  |                   |

|  | Stenopterygius                                                      |
|  |                                                                     |
|  | \| \| Ichthyosaurus \| \| \| \| \| \| Ophthalmosauridae \| \| \| \| |
|  |                                                                     |
|  | Ichthyosaurus                                                       |
|  |                                                                     |
|  | Ophthalmosauridae                                                   |
|  |                                                                     |

|  | Ichthyosaurus     |
|  |                   |
|  | Ophthalmosauridae |
|  |                   |

|  | Stenopterygius                                                      |
|  |                                                                     |
|  | \| \| Ichthyosaurus \| \| \| \| \| \| Ophthalmosauridae \| \| \| \| |
|  |                                                                     |
|  | Ichthyosaurus                                                       |
|  |                                                                     |
|  | Ophthalmosauridae                                                   |
|  |                                                                     |

|  | Ichthyosaurus     |
|  |                   |
|  | Ophthalmosauridae |
|  |                   |

|  | Stenopterygius                                                      |
|  |                                                                     |
|  | \| \| Ichthyosaurus \| \| \| \| \| \| Ophthalmosauridae \| \| \| \| |
|  |                                                                     |
|  | Ichthyosaurus                                                       |
|  |                                                                     |
|  | Ophthalmosauridae                                                   |
|  |                                                                     |

|  | Ichthyosaurus     |
|  |                   |
|  | Ophthalmosauridae |
|  |                   |

|  | Stenopterygius                                                      |
|  |                                                                     |
|  | \| \| Ichthyosaurus \| \| \| \| \| \| Ophthalmosauridae \| \| \| \| |
|  |                                                                     |
|  | Ichthyosaurus                                                       |
|  |                                                                     |
|  | Ophthalmosauridae                                                   |
|  |                                                                     |

|  | Ichthyosaurus     |
|  |                   |
|  | Ophthalmosauridae |
|  |                   |

|  | Stenopterygius                                                      |
|  |                                                                     |
|  | \| \| Ichthyosaurus \| \| \| \| \| \| Ophthalmosauridae \| \| \| \| |
|  |                                                                     |
|  | Ichthyosaurus                                                       |
|  |                                                                     |
|  | Ophthalmosauridae                                                   |
|  |                                                                     |

|  | Ichthyosaurus     |
|  |                   |
|  | Ophthalmosauridae |
|  |                   |

|  | Stenopterygius                                                      |
|  |                                                                     |
|  | \| \| Ichthyosaurus \| \| \| \| \| \| Ophthalmosauridae \| \| \| \| |
|  |                                                                     |
|  | Ichthyosaurus                                                       |
|  |                                                                     |
|  | Ophthalmosauridae                                                   |
|  |                                                                     |

|  | Ichthyosaurus     |
|  |                   |
|  | Ophthalmosauridae |
|  |                   |

|  | Stenopterygius                                                      |
|  |                                                                     |
|  | \| \| Ichthyosaurus \| \| \| \| \| \| Ophthalmosauridae \| \| \| \| |
|  |                                                                     |
|  | Ichthyosaurus                                                       |
|  |                                                                     |
|  | Ophthalmosauridae                                                   |
|  |                                                                     |

|  | Ichthyosaurus     |
|  |                   |
|  | Ophthalmosauridae |
|  |                   |

|  | Stenopterygius                                                      |
|  |                                                                     |
|  | \| \| Ichthyosaurus \| \| \| \| \| \| Ophthalmosauridae \| \| \| \| |
|  |                                                                     |
|  | Ichthyosaurus                                                       |
|  |                                                                     |
|  | Ophthalmosauridae                                                   |
|  |                                                                     |

|  | Ichthyosaurus     |
|  |                   |
|  | Ophthalmosauridae |
|  |                   |

|  | Stenopterygius                                                      |
|  |                                                                     |
|  | \| \| Ichthyosaurus \| \| \| \| \| \| Ophthalmosauridae \| \| \| \| |
|  |                                                                     |
|  | Ichthyosaurus                                                       |
|  |                                                                     |
|  | Ophthalmosauridae                                                   |
|  |                                                                     |

|  | Ichthyosaurus     |
|  |                   |
|  | Ophthalmosauridae |
|  |                   |

|  | Stenopterygius                                                      |
|  |                                                                     |
|  | \| \| Ichthyosaurus \| \| \| \| \| \| Ophthalmosauridae \| \| \| \| |
|  |                                                                     |
|  | Ichthyosaurus                                                       |
|  |                                                                     |
|  | Ophthalmosauridae                                                   |
|  |                                                                     |

|  | Ichthyosaurus     |
|  |                   |
|  | Ophthalmosauridae |
|  |                   |

|  | Stenopterygius                                                      |
|  |                                                                     |
|  | \| \| Ichthyosaurus \| \| \| \| \| \| Ophthalmosauridae \| \| \| \| |
|  |                                                                     |
|  | Ichthyosaurus                                                       |
|  |                                                                     |
|  | Ophthalmosauridae                                                   |
|  |                                                                     |

|  | Ichthyosaurus     |
|  |                   |
|  | Ophthalmosauridae |
|  |                   |

|  | Stenopterygius                                                      |
|  |                                                                     |
|  | \| \| Ichthyosaurus \| \| \| \| \| \| Ophthalmosauridae \| \| \| \| |
|  |                                                                     |
|  | Ichthyosaurus                                                       |
|  |                                                                     |
|  | Ophthalmosauridae                                                   |
|  |                                                                     |

|  | Ichthyosaurus     |
|  |                   |
|  | Ophthalmosauridae |
|  |                   |

|  | Stenopterygius                                                      |
|  |                                                                     |
|  | \| \| Ichthyosaurus \| \| \| \| \| \| Ophthalmosauridae \| \| \| \| |
|  |                                                                     |
|  | Ichthyosaurus                                                       |
|  |                                                                     |
|  | Ophthalmosauridae                                                   |
|  |                                                                     |

|  | Ichthyosaurus     |
|  |                   |
|  | Ophthalmosauridae |
|  |                   |

|  | Stenopterygius                                                      |
|  |                                                                     |
|  | \| \| Ichthyosaurus \| \| \| \| \| \| Ophthalmosauridae \| \| \| \| |
|  |                                                                     |
|  | Ichthyosaurus                                                       |
|  |                                                                     |
|  | Ophthalmosauridae                                                   |
|  |                                                                     |

|  | Ichthyosaurus     |
|  |                   |
|  | Ophthalmosauridae |
|  |                   |

|  | Stenopterygius                                                      |
|  |                                                                     |
|  | \| \| Ichthyosaurus \| \| \| \| \| \| Ophthalmosauridae \| \| \| \| |
|  |                                                                     |
|  | Ichthyosaurus                                                       |
|  |                                                                     |
|  | Ophthalmosauridae                                                   |
|  |                                                                     |

|  | Ichthyosaurus     |
|  |                   |
|  | Ophthalmosauridae |
|  |                   |

|  | Stenopterygius                                                      |
|  |                                                                     |
|  | \| \| Ichthyosaurus \| \| \| \| \| \| Ophthalmosauridae \| \| \| \| |
|  |                                                                     |
|  | Ichthyosaurus                                                       |
|  |                                                                     |
|  | Ophthalmosauridae                                                   |
|  |                                                                     |

|  | Ichthyosaurus     |
|  |                   |
|  | Ophthalmosauridae |
|  |                   |

|  | Stenopterygius                                                      |
|  |                                                                     |
|  | \| \| Ichthyosaurus \| \| \| \| \| \| Ophthalmosauridae \| \| \| \| |
|  |                                                                     |
|  | Ichthyosaurus                                                       |
|  |                                                                     |
|  | Ophthalmosauridae                                                   |
|  |                                                                     |

|  | Ichthyosaurus     |
|  |                   |
|  | Ophthalmosauridae |
|  |                   |

|  | Stenopterygius                                                      |
|  |                                                                     |
|  | \| \| Ichthyosaurus \| \| \| \| \| \| Ophthalmosauridae \| \| \| \| |
|  |                                                                     |
|  | Ichthyosaurus                                                       |
|  |                                                                     |
|  | Ophthalmosauridae                                                   |
|  |                                                                     |

|  | Ichthyosaurus     |
|  |                   |
|  | Ophthalmosauridae |
|  |                   |

|  | Stenopterygius                                                      |
|  |                                                                     |
|  | \| \| Ichthyosaurus \| \| \| \| \| \| Ophthalmosauridae \| \| \| \| |
|  |                                                                     |
|  | Ichthyosaurus                                                       |
|  |                                                                     |
|  | Ophthalmosauridae                                                   |
|  |                                                                     |

|  | Ichthyosaurus     |
|  |                   |
|  | Ophthalmosauridae |
|  |                   |

|  | Stenopterygius                                                      |
|  |                                                                     |
|  | \| \| Ichthyosaurus \| \| \| \| \| \| Ophthalmosauridae \| \| \| \| |
|  |                                                                     |
|  | Ichthyosaurus                                                       |
|  |                                                                     |
|  | Ophthalmosauridae                                                   |
|  |                                                                     |

|  | Ichthyosaurus     |
|  |                   |
|  | Ophthalmosauridae |
|  |                   |

|  | Stenopterygius                                                      |
|  |                                                                     |
|  | \| \| Ichthyosaurus \| \| \| \| \| \| Ophthalmosauridae \| \| \| \| |
|  |                                                                     |
|  | Ichthyosaurus                                                       |
|  |                                                                     |
|  | Ophthalmosauridae                                                   |
|  |                                                                     |

|  | Ichthyosaurus     |
|  |                   |
|  | Ophthalmosauridae |
|  |                   |

|  | Stenopterygius                                                      |
|  |                                                                     |
|  | \| \| Ichthyosaurus \| \| \| \| \| \| Ophthalmosauridae \| \| \| \| |
|  |                                                                     |
|  | Ichthyosaurus                                                       |
|  |                                                                     |
|  | Ophthalmosauridae                                                   |
|  |                                                                     |

|  | Ichthyosaurus     |
|  |                   |
|  | Ophthalmosauridae |
|  |                   |

|  | Stenopterygius                                                      |
|  |                                                                     |
|  | \| \| Ichthyosaurus \| \| \| \| \| \| Ophthalmosauridae \| \| \| \| |
|  |                                                                     |
|  | Ichthyosaurus                                                       |
|  |                                                                     |
|  | Ophthalmosauridae                                                   |
|  |                                                                     |

|  | Ichthyosaurus     |
|  |                   |
|  | Ophthalmosauridae |
|  |                   |

|  | Stenopterygius                                                      |
|  |                                                                     |
|  | \| \| Ichthyosaurus \| \| \| \| \| \| Ophthalmosauridae \| \| \| \| |
|  |                                                                     |
|  | Ichthyosaurus                                                       |
|  |                                                                     |
|  | Ophthalmosauridae                                                   |
|  |                                                                     |

|  | Ichthyosaurus     |
|  |                   |
|  | Ophthalmosauridae |
|  |                   |

|  | Stenopterygius                                                      |
|  |                                                                     |
|  | \| \| Ichthyosaurus \| \| \| \| \| \| Ophthalmosauridae \| \| \| \| |
|  |                                                                     |
|  | Ichthyosaurus                                                       |
|  |                                                                     |
|  | Ophthalmosauridae                                                   |
|  |                                                                     |

|  | Ichthyosaurus     |
|  |                   |
|  | Ophthalmosauridae |
|  |                   |

|  | Stenopterygius                                                      |
|  |                                                                     |
|  | \| \| Ichthyosaurus \| \| \| \| \| \| Ophthalmosauridae \| \| \| \| |
|  |                                                                     |
|  | Ichthyosaurus                                                       |
|  |                                                                     |
|  | Ophthalmosauridae                                                   |
|  |                                                                     |

|  | Ichthyosaurus     |
|  |                   |
|  | Ophthalmosauridae |
|  |                   |

|  | Stenopterygius                                                      |
|  |                                                                     |
|  | \| \| Ichthyosaurus \| \| \| \| \| \| Ophthalmosauridae \| \| \| \| |
|  |                                                                     |
|  | Ichthyosaurus                                                       |
|  |                                                                     |
|  | Ophthalmosauridae                                                   |
|  |                                                                     |

|  | Ichthyosaurus     |
|  |                   |
|  | Ophthalmosauridae |
|  |                   |

|  | Stenopterygius                                                      |
|  |                                                                     |
|  | \| \| Ichthyosaurus \| \| \| \| \| \| Ophthalmosauridae \| \| \| \| |
|  |                                                                     |
|  | Ichthyosaurus                                                       |
|  |                                                                     |
|  | Ophthalmosauridae                                                   |
|  |                                                                     |

|  | Ichthyosaurus     |
|  |                   |
|  | Ophthalmosauridae |
|  |                   |

|  | Stenopterygius                                                      |
|  |                                                                     |
|  | \| \| Ichthyosaurus \| \| \| \| \| \| Ophthalmosauridae \| \| \| \| |
|  |                                                                     |
|  | Ichthyosaurus                                                       |
|  |                                                                     |
|  | Ophthalmosauridae                                                   |
|  |                                                                     |

|  | Ichthyosaurus     |
|  |                   |
|  | Ophthalmosauridae |
|  |                   |

|  | Stenopterygius                                                      |
|  |                                                                     |
|  | \| \| Ichthyosaurus \| \| \| \| \| \| Ophthalmosauridae \| \| \| \| |
|  |                                                                     |
|  | Ichthyosaurus                                                       |
|  |                                                                     |
|  | Ophthalmosauridae                                                   |
|  |                                                                     |

|  | Ichthyosaurus     |
|  |                   |
|  | Ophthalmosauridae |
|  |                   |

|  | Stenopterygius                                                      |
|  |                                                                     |
|  | \| \| Ichthyosaurus \| \| \| \| \| \| Ophthalmosauridae \| \| \| \| |
|  |                                                                     |
|  | Ichthyosaurus                                                       |
|  |                                                                     |
|  | Ophthalmosauridae                                                   |
|  |                                                                     |

|  | Ichthyosaurus     |
|  |                   |
|  | Ophthalmosauridae |
|  |                   |

|  | Stenopterygius                                                      |
|  |                                                                     |
|  | \| \| Ichthyosaurus \| \| \| \| \| \| Ophthalmosauridae \| \| \| \| |
|  |                                                                     |
|  | Ichthyosaurus                                                       |
|  |                                                                     |
|  | Ophthalmosauridae                                                   |
|  |                                                                     |

|  | Ichthyosaurus     |
|  |                   |
|  | Ophthalmosauridae |
|  |                   |

|  | Stenopterygius                                                      |
|  |                                                                     |
|  | \| \| Ichthyosaurus \| \| \| \| \| \| Ophthalmosauridae \| \| \| \| |
|  |                                                                     |
|  | Ichthyosaurus                                                       |
|  |                                                                     |
|  | Ophthalmosauridae                                                   |
|  |                                                                     |

|  | Ichthyosaurus     |
|  |                   |
|  | Ophthalmosauridae |
|  |                   |

|  | Stenopterygius                                                      |
|  |                                                                     |
|  | \| \| Ichthyosaurus \| \| \| \| \| \| Ophthalmosauridae \| \| \| \| |
|  |                                                                     |
|  | Ichthyosaurus                                                       |
|  |                                                                     |
|  | Ophthalmosauridae                                                   |
|  |                                                                     |

|  | Ichthyosaurus     |
|  |                   |
|  | Ophthalmosauridae |
|  |                   |

|  | Stenopterygius                                                      |
|  |                                                                     |
|  | \| \| Ichthyosaurus \| \| \| \| \| \| Ophthalmosauridae \| \| \| \| |
|  |                                                                     |
|  | Ichthyosaurus                                                       |
|  |                                                                     |
|  | Ophthalmosauridae                                                   |
|  |                                                                     |

|  | Ichthyosaurus     |
|  |                   |
|  | Ophthalmosauridae |
|  |                   |

|  | Stenopterygius                                                      |
|  |                                                                     |
|  | \| \| Ichthyosaurus \| \| \| \| \| \| Ophthalmosauridae \| \| \| \| |
|  |                                                                     |
|  | Ichthyosaurus                                                       |
|  |                                                                     |
|  | Ophthalmosauridae                                                   |
|  |                                                                     |

|  | Ichthyosaurus     |
|  |                   |
|  | Ophthalmosauridae |
|  |                   |

|  | Stenopterygius                                                      |
|  |                                                                     |
|  | \| \| Ichthyosaurus \| \| \| \| \| \| Ophthalmosauridae \| \| \| \| |
|  |                                                                     |
|  | Ichthyosaurus                                                       |
|  |                                                                     |
|  | Ophthalmosauridae                                                   |
|  |                                                                     |

|  | Ichthyosaurus     |
|  |                   |
|  | Ophthalmosauridae |
|  |                   |

|  | Stenopterygius                                                      |
|  |                                                                     |
|  | \| \| Ichthyosaurus \| \| \| \| \| \| Ophthalmosauridae \| \| \| \| |
|  |                                                                     |
|  | Ichthyosaurus                                                       |
|  |                                                                     |
|  | Ophthalmosauridae                                                   |
|  |                                                                     |

|  | Ichthyosaurus     |
|  |                   |
|  | Ophthalmosauridae |
|  |                   |

|  | Stenopterygius                                                      |
|  |                                                                     |
|  | \| \| Ichthyosaurus \| \| \| \| \| \| Ophthalmosauridae \| \| \| \| |
|  |                                                                     |
|  | Ichthyosaurus                                                       |
|  |                                                                     |
|  | Ophthalmosauridae                                                   |
|  |                                                                     |

|  | Ichthyosaurus     |
|  |                   |
|  | Ophthalmosauridae |
|  |                   |

|  | Stenopterygius                                                      |
|  |                                                                     |
|  | \| \| Ichthyosaurus \| \| \| \| \| \| Ophthalmosauridae \| \| \| \| |
|  |                                                                     |
|  | Ichthyosaurus                                                       |
|  |                                                                     |
|  | Ophthalmosauridae                                                   |
|  |                                                                     |

|  | Ichthyosaurus     |
|  |                   |
|  | Ophthalmosauridae |
|  |                   |

|  | Stenopterygius                                                      |
|  |                                                                     |
|  | \| \| Ichthyosaurus \| \| \| \| \| \| Ophthalmosauridae \| \| \| \| |
|  |                                                                     |
|  | Ichthyosaurus                                                       |
|  |                                                                     |
|  | Ophthalmosauridae                                                   |
|  |                                                                     |

|  | Ichthyosaurus     |
|  |                   |
|  | Ophthalmosauridae |
|  |                   |

|  | Stenopterygius                                                      |
|  |                                                                     |
|  | \| \| Ichthyosaurus \| \| \| \| \| \| Ophthalmosauridae \| \| \| \| |
|  |                                                                     |
|  | Ichthyosaurus                                                       |
|  |                                                                     |
|  | Ophthalmosauridae                                                   |
|  |                                                                     |

|  | Ichthyosaurus     |
|  |                   |
|  | Ophthalmosauridae |
|  |                   |

|  | Stenopterygius                                                      |
|  |                                                                     |
|  | \| \| Ichthyosaurus \| \| \| \| \| \| Ophthalmosauridae \| \| \| \| |
|  |                                                                     |
|  | Ichthyosaurus                                                       |
|  |                                                                     |
|  | Ophthalmosauridae                                                   |
|  |                                                                     |

|  | Ichthyosaurus     |
|  |                   |
|  | Ophthalmosauridae |
|  |                   |

|  | Stenopterygius                                                      |
|  |                                                                     |
|  | \| \| Ichthyosaurus \| \| \| \| \| \| Ophthalmosauridae \| \| \| \| |
|  |                                                                     |
|  | Ichthyosaurus                                                       |
|  |                                                                     |
|  | Ophthalmosauridae                                                   |
|  |                                                                     |

|  | Ichthyosaurus     |
|  |                   |
|  | Ophthalmosauridae |
|  |                   |

|  | Stenopterygius                                                      |
|  |                                                                     |
|  | \| \| Ichthyosaurus \| \| \| \| \| \| Ophthalmosauridae \| \| \| \| |
|  |                                                                     |
|  | Ichthyosaurus                                                       |
|  |                                                                     |
|  | Ophthalmosauridae                                                   |
|  |                                                                     |

|  | Ichthyosaurus     |
|  |                   |
|  | Ophthalmosauridae |
|  |                   |

|  | Stenopterygius                                                      |
|  |                                                                     |
|  | \| \| Ichthyosaurus \| \| \| \| \| \| Ophthalmosauridae \| \| \| \| |
|  |                                                                     |
|  | Ichthyosaurus                                                       |
|  |                                                                     |
|  | Ophthalmosauridae                                                   |
|  |                                                                     |

|  | Ichthyosaurus     |
|  |                   |
|  | Ophthalmosauridae |
|  |                   |

|  | Stenopterygius                                                      |
|  |                                                                     |
|  | \| \| Ichthyosaurus \| \| \| \| \| \| Ophthalmosauridae \| \| \| \| |
|  |                                                                     |
|  | Ichthyosaurus                                                       |
|  |                                                                     |
|  | Ophthalmosauridae                                                   |
|  |                                                                     |

|  | Ichthyosaurus     |
|  |                   |
|  | Ophthalmosauridae |
|  |                   |

|  | Stenopterygius                                                      |
|  |                                                                     |
|  | \| \| Ichthyosaurus \| \| \| \| \| \| Ophthalmosauridae \| \| \| \| |
|  |                                                                     |
|  | Ichthyosaurus                                                       |
|  |                                                                     |
|  | Ophthalmosauridae                                                   |
|  |                                                                     |

|  | Ichthyosaurus     |
|  |                   |
|  | Ophthalmosauridae |
|  |                   |

|  | Stenopterygius                                                      |
|  |                                                                     |
|  | \| \| Ichthyosaurus \| \| \| \| \| \| Ophthalmosauridae \| \| \| \| |
|  |                                                                     |
|  | Ichthyosaurus                                                       |
|  |                                                                     |
|  | Ophthalmosauridae                                                   |
|  |                                                                     |

|  | Ichthyosaurus     |
|  |                   |
|  | Ophthalmosauridae |
|  |                   |

|  | Stenopterygius                                                      |
|  |                                                                     |
|  | \| \| Ichthyosaurus \| \| \| \| \| \| Ophthalmosauridae \| \| \| \| |
|  |                                                                     |
|  | Ichthyosaurus                                                       |
|  |                                                                     |
|  | Ophthalmosauridae                                                   |
|  |                                                                     |

|  | Ichthyosaurus     |
|  |                   |
|  | Ophthalmosauridae |
|  |                   |

|  | Stenopterygius                                                      |
|  |                                                                     |
|  | \| \| Ichthyosaurus \| \| \| \| \| \| Ophthalmosauridae \| \| \| \| |
|  |                                                                     |
|  | Ichthyosaurus                                                       |
|  |                                                                     |
|  | Ophthalmosauridae                                                   |
|  |                                                                     |

|  | Ichthyosaurus     |
|  |                   |
|  | Ophthalmosauridae |
|  |                   |

|  | Stenopterygius                                                      |
|  |                                                                     |
|  | \| \| Ichthyosaurus \| \| \| \| \| \| Ophthalmosauridae \| \| \| \| |
|  |                                                                     |
|  | Ichthyosaurus                                                       |
|  |                                                                     |
|  | Ophthalmosauridae                                                   |
|  |                                                                     |

|  | Ichthyosaurus     |
|  |                   |
|  | Ophthalmosauridae |
|  |                   |

|  | Stenopterygius                                                      |
|  |                                                                     |
|  | \| \| Ichthyosaurus \| \| \| \| \| \| Ophthalmosauridae \| \| \| \| |
|  |                                                                     |
|  | Ichthyosaurus                                                       |
|  |                                                                     |
|  | Ophthalmosauridae                                                   |
|  |                                                                     |

|  | Ichthyosaurus     |
|  |                   |
|  | Ophthalmosauridae |
|  |                   |

|  | Stenopterygius                                                      |
|  |                                                                     |
|  | \| \| Ichthyosaurus \| \| \| \| \| \| Ophthalmosauridae \| \| \| \| |
|  |                                                                     |
|  | Ichthyosaurus                                                       |
|  |                                                                     |
|  | Ophthalmosauridae                                                   |
|  |                                                                     |

|  | Ichthyosaurus     |
|  |                   |
|  | Ophthalmosauridae |
|  |                   |

|  | Stenopterygius                                                      |
|  |                                                                     |
|  | \| \| Ichthyosaurus \| \| \| \| \| \| Ophthalmosauridae \| \| \| \| |
|  |                                                                     |
|  | Ichthyosaurus                                                       |
|  |                                                                     |
|  | Ophthalmosauridae                                                   |
|  |                                                                     |

|  | Ichthyosaurus     |
|  |                   |
|  | Ophthalmosauridae |
|  |                   |

|  | Stenopterygius                                                      |
|  |                                                                     |
|  | \| \| Ichthyosaurus \| \| \| \| \| \| Ophthalmosauridae \| \| \| \| |
|  |                                                                     |
|  | Ichthyosaurus                                                       |
|  |                                                                     |
|  | Ophthalmosauridae                                                   |
|  |                                                                     |

|  | Ichthyosaurus     |
|  |                   |
|  | Ophthalmosauridae |
|  |                   |

|  | Stenopterygius                                                      |
|  |                                                                     |
|  | \| \| Ichthyosaurus \| \| \| \| \| \| Ophthalmosauridae \| \| \| \| |
|  |                                                                     |
|  | Ichthyosaurus                                                       |
|  |                                                                     |
|  | Ophthalmosauridae                                                   |
|  |                                                                     |

|  | Ichthyosaurus     |
|  |                   |
|  | Ophthalmosauridae |
|  |                   |

|  | Stenopterygius                                                      |
|  |                                                                     |
|  | \| \| Ichthyosaurus \| \| \| \| \| \| Ophthalmosauridae \| \| \| \| |
|  |                                                                     |
|  | Ichthyosaurus                                                       |
|  |                                                                     |
|  | Ophthalmosauridae                                                   |
|  |                                                                     |

|  | Ichthyosaurus     |
|  |                   |
|  | Ophthalmosauridae |
|  |                   |

|  | Stenopterygius                                                      |
|  |                                                                     |
|  | \| \| Ichthyosaurus \| \| \| \| \| \| Ophthalmosauridae \| \| \| \| |
|  |                                                                     |
|  | Ichthyosaurus                                                       |
|  |                                                                     |
|  | Ophthalmosauridae                                                   |
|  |                                                                     |

|  | Ichthyosaurus     |
|  |                   |
|  | Ophthalmosauridae |
|  |                   |

|  | Stenopterygius                                                      |
|  |                                                                     |
|  | \| \| Ichthyosaurus \| \| \| \| \| \| Ophthalmosauridae \| \| \| \| |
|  |                                                                     |
|  | Ichthyosaurus                                                       |
|  |                                                                     |
|  | Ophthalmosauridae                                                   |
|  |                                                                     |

|  | Ichthyosaurus     |
|  |                   |
|  | Ophthalmosauridae |
|  |                   |

|  | Stenopterygius                                                      |
|  |                                                                     |
|  | \| \| Ichthyosaurus \| \| \| \| \| \| Ophthalmosauridae \| \| \| \| |
|  |                                                                     |
|  | Ichthyosaurus                                                       |
|  |                                                                     |
|  | Ophthalmosauridae                                                   |
|  |                                                                     |

|  | Ichthyosaurus     |
|  |                   |
|  | Ophthalmosauridae |
|  |                   |

|  | Stenopterygius                                                      |
|  |                                                                     |
|  | \| \| Ichthyosaurus \| \| \| \| \| \| Ophthalmosauridae \| \| \| \| |
|  |                                                                     |
|  | Ichthyosaurus                                                       |
|  |                                                                     |
|  | Ophthalmosauridae                                                   |
|  |                                                                     |

|  | Ichthyosaurus     |
|  |                   |
|  | Ophthalmosauridae |
|  |                   |

|  | Stenopterygius                                                      |
|  |                                                                     |
|  | \| \| Ichthyosaurus \| \| \| \| \| \| Ophthalmosauridae \| \| \| \| |
|  |                                                                     |
|  | Ichthyosaurus                                                       |
|  |                                                                     |
|  | Ophthalmosauridae                                                   |
|  |                                                                     |

|  | Ichthyosaurus     |
|  |                   |
|  | Ophthalmosauridae |
|  |                   |

|  | Stenopterygius                                                      |
|  |                                                                     |
|  | \| \| Ichthyosaurus \| \| \| \| \| \| Ophthalmosauridae \| \| \| \| |
|  |                                                                     |
|  | Ichthyosaurus                                                       |
|  |                                                                     |
|  | Ophthalmosauridae                                                   |
|  |                                                                     |

|  | Ichthyosaurus     |
|  |                   |
|  | Ophthalmosauridae |
|  |                   |

|  | Stenopterygius                                                      |
|  |                                                                     |
|  | \| \| Ichthyosaurus \| \| \| \| \| \| Ophthalmosauridae \| \| \| \| |
|  |                                                                     |
|  | Ichthyosaurus                                                       |
|  |                                                                     |
|  | Ophthalmosauridae                                                   |
|  |                                                                     |

|  | Ichthyosaurus     |
|  |                   |
|  | Ophthalmosauridae |
|  |                   |

|  | Stenopterygius                                                      |
|  |                                                                     |
|  | \| \| Ichthyosaurus \| \| \| \| \| \| Ophthalmosauridae \| \| \| \| |
|  |                                                                     |
|  | Ichthyosaurus                                                       |
|  |                                                                     |
|  | Ophthalmosauridae                                                   |
|  |                                                                     |

|  | Ichthyosaurus     |
|  |                   |
|  | Ophthalmosauridae |
|  |                   |

|  | Stenopterygius                                                      |
|  |                                                                     |
|  | \| \| Ichthyosaurus \| \| \| \| \| \| Ophthalmosauridae \| \| \| \| |
|  |                                                                     |
|  | Ichthyosaurus                                                       |
|  |                                                                     |
|  | Ophthalmosauridae                                                   |
|  |                                                                     |

|  | Ichthyosaurus     |
|  |                   |
|  | Ophthalmosauridae |
|  |                   |

|  | Stenopterygius                                                      |
|  |                                                                     |
|  | \| \| Ichthyosaurus \| \| \| \| \| \| Ophthalmosauridae \| \| \| \| |
|  |                                                                     |
|  | Ichthyosaurus                                                       |
|  |                                                                     |
|  | Ophthalmosauridae                                                   |
|  |                                                                     |

|  | Ichthyosaurus     |
|  |                   |
|  | Ophthalmosauridae |
|  |                   |

|  | Stenopterygius                                                      |
|  |                                                                     |
|  | \| \| Ichthyosaurus \| \| \| \| \| \| Ophthalmosauridae \| \| \| \| |
|  |                                                                     |
|  | Ichthyosaurus                                                       |
|  |                                                                     |
|  | Ophthalmosauridae                                                   |
|  |                                                                     |

|  | Ichthyosaurus     |
|  |                   |
|  | Ophthalmosauridae |
|  |                   |

|  | Stenopterygius                                                      |
|  |                                                                     |
|  | \| \| Ichthyosaurus \| \| \| \| \| \| Ophthalmosauridae \| \| \| \| |
|  |                                                                     |
|  | Ichthyosaurus                                                       |
|  |                                                                     |
|  | Ophthalmosauridae                                                   |
|  |                                                                     |

|  | Ichthyosaurus     |
|  |                   |
|  | Ophthalmosauridae |
|  |                   |

|  | Stenopterygius                                                      |
|  |                                                                     |
|  | \| \| Ichthyosaurus \| \| \| \| \| \| Ophthalmosauridae \| \| \| \| |
|  |                                                                     |
|  | Ichthyosaurus                                                       |
|  |                                                                     |
|  | Ophthalmosauridae                                                   |
|  |                                                                     |

|  | Ichthyosaurus     |
|  |                   |
|  | Ophthalmosauridae |
|  |                   |

|  | Stenopterygius                                                      |
|  |                                                                     |
|  | \| \| Ichthyosaurus \| \| \| \| \| \| Ophthalmosauridae \| \| \| \| |
|  |                                                                     |
|  | Ichthyosaurus                                                       |
|  |                                                                     |
|  | Ophthalmosauridae                                                   |
|  |                                                                     |

|  | Ichthyosaurus     |
|  |                   |
|  | Ophthalmosauridae |
|  |                   |

|  | Stenopterygius                                                      |
|  |                                                                     |
|  | \| \| Ichthyosaurus \| \| \| \| \| \| Ophthalmosauridae \| \| \| \| |
|  |                                                                     |
|  | Ichthyosaurus                                                       |
|  |                                                                     |
|  | Ophthalmosauridae                                                   |
|  |                                                                     |

|  | Ichthyosaurus     |
|  |                   |
|  | Ophthalmosauridae |
|  |                   |

|  | Stenopterygius                                                      |
|  |                                                                     |
|  | \| \| Ichthyosaurus \| \| \| \| \| \| Ophthalmosauridae \| \| \| \| |
|  |                                                                     |
|  | Ichthyosaurus                                                       |
|  |                                                                     |
|  | Ophthalmosauridae                                                   |
|  |                                                                     |

|  | Ichthyosaurus     |
|  |                   |
|  | Ophthalmosauridae |
|  |                   |

|  | Stenopterygius                                                      |
|  |                                                                     |
|  | \| \| Ichthyosaurus \| \| \| \| \| \| Ophthalmosauridae \| \| \| \| |
|  |                                                                     |
|  | Ichthyosaurus                                                       |
|  |                                                                     |
|  | Ophthalmosauridae                                                   |
|  |                                                                     |

|  | Ichthyosaurus     |
|  |                   |
|  | Ophthalmosauridae |
|  |                   |

|  | Stenopterygius                                                      |
|  |                                                                     |
|  | \| \| Ichthyosaurus \| \| \| \| \| \| Ophthalmosauridae \| \| \| \| |
|  |                                                                     |
|  | Ichthyosaurus                                                       |
|  |                                                                     |
|  | Ophthalmosauridae                                                   |
|  |                                                                     |

|  | Ichthyosaurus     |
|  |                   |
|  | Ophthalmosauridae |
|  |                   |

|  | Stenopterygius                                                      |
|  |                                                                     |
|  | \| \| Ichthyosaurus \| \| \| \| \| \| Ophthalmosauridae \| \| \| \| |
|  |                                                                     |
|  | Ichthyosaurus                                                       |
|  |                                                                     |
|  | Ophthalmosauridae                                                   |
|  |                                                                     |

|  | Ichthyosaurus     |
|  |                   |
|  | Ophthalmosauridae |
|  |                   |

|  | Stenopterygius                                                      |
|  |                                                                     |
|  | \| \| Ichthyosaurus \| \| \| \| \| \| Ophthalmosauridae \| \| \| \| |
|  |                                                                     |
|  | Ichthyosaurus                                                       |
|  |                                                                     |
|  | Ophthalmosauridae                                                   |
|  |                                                                     |

|  | Ichthyosaurus     |
|  |                   |
|  | Ophthalmosauridae |
|  |                   |

|  | Stenopterygius                                                      |
|  |                                                                     |
|  | \| \| Ichthyosaurus \| \| \| \| \| \| Ophthalmosauridae \| \| \| \| |
|  |                                                                     |
|  | Ichthyosaurus                                                       |
|  |                                                                     |
|  | Ophthalmosauridae                                                   |
|  |                                                                     |

|  | Ichthyosaurus     |
|  |                   |
|  | Ophthalmosauridae |
|  |                   |

|  | Stenopterygius                                                      |
|  |                                                                     |
|  | \| \| Ichthyosaurus \| \| \| \| \| \| Ophthalmosauridae \| \| \| \| |
|  |                                                                     |
|  | Ichthyosaurus                                                       |
|  |                                                                     |
|  | Ophthalmosauridae                                                   |
|  |                                                                     |

|  | Ichthyosaurus     |
|  |                   |
|  | Ophthalmosauridae |
|  |                   |

|  | Stenopterygius                                                      |
|  |                                                                     |
|  | \| \| Ichthyosaurus \| \| \| \| \| \| Ophthalmosauridae \| \| \| \| |
|  |                                                                     |
|  | Ichthyosaurus                                                       |
|  |                                                                     |
|  | Ophthalmosauridae                                                   |
|  |                                                                     |

|  | Ichthyosaurus     |
|  |                   |
|  | Ophthalmosauridae |
|  |                   |

|  | Stenopterygius                                                      |
|  |                                                                     |
|  | \| \| Ichthyosaurus \| \| \| \| \| \| Ophthalmosauridae \| \| \| \| |
|  |                                                                     |
|  | Ichthyosaurus                                                       |
|  |                                                                     |
|  | Ophthalmosauridae                                                   |
|  |                                                                     |

|  | Ichthyosaurus     |
|  |                   |
|  | Ophthalmosauridae |
|  |                   |

|  | Stenopterygius                                                      |
|  |                                                                     |
|  | \| \| Ichthyosaurus \| \| \| \| \| \| Ophthalmosauridae \| \| \| \| |
|  |                                                                     |
|  | Ichthyosaurus                                                       |
|  |                                                                     |
|  | Ophthalmosauridae                                                   |
|  |                                                                     |

|  | Ichthyosaurus     |
|  |                   |
|  | Ophthalmosauridae |
|  |                   |

|  | Stenopterygius                                                      |
|  |                                                                     |
|  | \| \| Ichthyosaurus \| \| \| \| \| \| Ophthalmosauridae \| \| \| \| |
|  |                                                                     |
|  | Ichthyosaurus                                                       |
|  |                                                                     |
|  | Ophthalmosauridae                                                   |
|  |                                                                     |

|  | Ichthyosaurus     |
|  |                   |
|  | Ophthalmosauridae |
|  |                   |

|  | Stenopterygius                                                      |
|  |                                                                     |
|  | \| \| Ichthyosaurus \| \| \| \| \| \| Ophthalmosauridae \| \| \| \| |
|  |                                                                     |
|  | Ichthyosaurus                                                       |
|  |                                                                     |
|  | Ophthalmosauridae                                                   |
|  |                                                                     |

|  | Ichthyosaurus     |
|  |                   |
|  | Ophthalmosauridae |
|  |                   |

|  | Stenopterygius                                                      |
|  |                                                                     |
|  | \| \| Ichthyosaurus \| \| \| \| \| \| Ophthalmosauridae \| \| \| \| |
|  |                                                                     |
|  | Ichthyosaurus                                                       |
|  |                                                                     |
|  | Ophthalmosauridae                                                   |
|  |                                                                     |

|  | Ichthyosaurus     |
|  |                   |
|  | Ophthalmosauridae |
|  |                   |

|  | Stenopterygius                                                      |
|  |                                                                     |
|  | \| \| Ichthyosaurus \| \| \| \| \| \| Ophthalmosauridae \| \| \| \| |
|  |                                                                     |
|  | Ichthyosaurus                                                       |
|  |                                                                     |
|  | Ophthalmosauridae                                                   |
|  |                                                                     |

|  | Ichthyosaurus     |
|  |                   |
|  | Ophthalmosauridae |
|  |                   |

|  | Stenopterygius                                                      |
|  |                                                                     |
|  | \| \| Ichthyosaurus \| \| \| \| \| \| Ophthalmosauridae \| \| \| \| |
|  |                                                                     |
|  | Ichthyosaurus                                                       |
|  |                                                                     |
|  | Ophthalmosauridae                                                   |
|  |                                                                     |

|  | Ichthyosaurus     |
|  |                   |
|  | Ophthalmosauridae |
|  |                   |

|  | Stenopterygius                                                      |
|  |                                                                     |
|  | \| \| Ichthyosaurus \| \| \| \| \| \| Ophthalmosauridae \| \| \| \| |
|  |                                                                     |
|  | Ichthyosaurus                                                       |
|  |                                                                     |
|  | Ophthalmosauridae                                                   |
|  |                                                                     |

|  | Ichthyosaurus     |
|  |                   |
|  | Ophthalmosauridae |
|  |                   |

|  | Stenopterygius                                                      |
|  |                                                                     |
|  | \| \| Ichthyosaurus \| \| \| \| \| \| Ophthalmosauridae \| \| \| \| |
|  |                                                                     |
|  | Ichthyosaurus                                                       |
|  |                                                                     |
|  | Ophthalmosauridae                                                   |
|  |                                                                     |

|  | Ichthyosaurus     |
|  |                   |
|  | Ophthalmosauridae |
|  |                   |

|  | Stenopterygius                                                      |
|  |                                                                     |
|  | \| \| Ichthyosaurus \| \| \| \| \| \| Ophthalmosauridae \| \| \| \| |
|  |                                                                     |
|  | Ichthyosaurus                                                       |
|  |                                                                     |
|  | Ophthalmosauridae                                                   |
|  |                                                                     |

|  | Ichthyosaurus     |
|  |                   |
|  | Ophthalmosauridae |
|  |                   |

|  | Stenopterygius                                                      |
|  |                                                                     |
|  | \| \| Ichthyosaurus \| \| \| \| \| \| Ophthalmosauridae \| \| \| \| |
|  |                                                                     |
|  | Ichthyosaurus                                                       |
|  |                                                                     |
|  | Ophthalmosauridae                                                   |
|  |                                                                     |

|  | Ichthyosaurus     |
|  |                   |
|  | Ophthalmosauridae |
|  |                   |

|  | Stenopterygius                                                      |
|  |                                                                     |
|  | \| \| Ichthyosaurus \| \| \| \| \| \| Ophthalmosauridae \| \| \| \| |
|  |                                                                     |
|  | Ichthyosaurus                                                       |
|  |                                                                     |
|  | Ophthalmosauridae                                                   |
|  |                                                                     |

|  | Ichthyosaurus     |
|  |                   |
|  | Ophthalmosauridae |
|  |                   |

|  | Stenopterygius                                                      |
|  |                                                                     |
|  | \| \| Ichthyosaurus \| \| \| \| \| \| Ophthalmosauridae \| \| \| \| |
|  |                                                                     |
|  | Ichthyosaurus                                                       |
|  |                                                                     |
|  | Ophthalmosauridae                                                   |
|  |                                                                     |

|  | Ichthyosaurus     |
|  |                   |
|  | Ophthalmosauridae |
|  |                   |

|  | Stenopterygius                                                      |
|  |                                                                     |
|  | \| \| Ichthyosaurus \| \| \| \| \| \| Ophthalmosauridae \| \| \| \| |
|  |                                                                     |
|  | Ichthyosaurus                                                       |
|  |                                                                     |
|  | Ophthalmosauridae                                                   |
|  |                                                                     |

|  | Ichthyosaurus     |
|  |                   |
|  | Ophthalmosauridae |
|  |                   |

|  | Stenopterygius                                                      |
|  |                                                                     |
|  | \| \| Ichthyosaurus \| \| \| \| \| \| Ophthalmosauridae \| \| \| \| |
|  |                                                                     |
|  | Ichthyosaurus                                                       |
|  |                                                                     |
|  | Ophthalmosauridae                                                   |
|  |                                                                     |

|  | Ichthyosaurus     |
|  |                   |
|  | Ophthalmosauridae |
|  |                   |

|  | Stenopterygius                                                      |
|  |                                                                     |
|  | \| \| Ichthyosaurus \| \| \| \| \| \| Ophthalmosauridae \| \| \| \| |
|  |                                                                     |
|  | Ichthyosaurus                                                       |
|  |                                                                     |
|  | Ophthalmosauridae                                                   |
|  |                                                                     |

|  | Ichthyosaurus     |
|  |                   |
|  | Ophthalmosauridae |
|  |                   |

|  | Stenopterygius                                                      |
|  |                                                                     |
|  | \| \| Ichthyosaurus \| \| \| \| \| \| Ophthalmosauridae \| \| \| \| |
|  |                                                                     |
|  | Ichthyosaurus                                                       |
|  |                                                                     |
|  | Ophthalmosauridae                                                   |
|  |                                                                     |

|  | Ichthyosaurus     |
|  |                   |
|  | Ophthalmosauridae |
|  |                   |

|  | Stenopterygius                                                      |
|  |                                                                     |
|  | \| \| Ichthyosaurus \| \| \| \| \| \| Ophthalmosauridae \| \| \| \| |
|  |                                                                     |
|  | Ichthyosaurus                                                       |
|  |                                                                     |
|  | Ophthalmosauridae                                                   |
|  |                                                                     |

|  | Ichthyosaurus     |
|  |                   |
|  | Ophthalmosauridae |
|  |                   |

|  | Stenopterygius                                                      |
|  |                                                                     |
|  | \| \| Ichthyosaurus \| \| \| \| \| \| Ophthalmosauridae \| \| \| \| |
|  |                                                                     |
|  | Ichthyosaurus                                                       |
|  |                                                                     |
|  | Ophthalmosauridae                                                   |
|  |                                                                     |

|  | Ichthyosaurus     |
|  |                   |
|  | Ophthalmosauridae |
|  |                   |

|  | Stenopterygius                                                      |
|  |                                                                     |
|  | \| \| Ichthyosaurus \| \| \| \| \| \| Ophthalmosauridae \| \| \| \| |
|  |                                                                     |
|  | Ichthyosaurus                                                       |
|  |                                                                     |
|  | Ophthalmosauridae                                                   |
|  |                                                                     |

|  | Ichthyosaurus     |
|  |                   |
|  | Ophthalmosauridae |
|  |                   |

|  | Stenopterygius                                                      |
|  |                                                                     |
|  | \| \| Ichthyosaurus \| \| \| \| \| \| Ophthalmosauridae \| \| \| \| |
|  |                                                                     |
|  | Ichthyosaurus                                                       |
|  |                                                                     |
|  | Ophthalmosauridae                                                   |
|  |                                                                     |

|  | Ichthyosaurus     |
|  |                   |
|  | Ophthalmosauridae |
|  |                   |

|  | Stenopterygius                                                      |
|  |                                                                     |
|  | \| \| Ichthyosaurus \| \| \| \| \| \| Ophthalmosauridae \| \| \| \| |
|  |                                                                     |
|  | Ichthyosaurus                                                       |
|  |                                                                     |
|  | Ophthalmosauridae                                                   |
|  |                                                                     |

|  | Ichthyosaurus     |
|  |                   |
|  | Ophthalmosauridae |
|  |                   |

|  | Stenopterygius                                                      |
|  |                                                                     |
|  | \| \| Ichthyosaurus \| \| \| \| \| \| Ophthalmosauridae \| \| \| \| |
|  |                                                                     |
|  | Ichthyosaurus                                                       |
|  |                                                                     |
|  | Ophthalmosauridae                                                   |
|  |                                                                     |

|  | Ichthyosaurus     |
|  |                   |
|  | Ophthalmosauridae |
|  |                   |

|  | Stenopterygius                                                      |
|  |                                                                     |
|  | \| \| Ichthyosaurus \| \| \| \| \| \| Ophthalmosauridae \| \| \| \| |
|  |                                                                     |
|  | Ichthyosaurus                                                       |
|  |                                                                     |
|  | Ophthalmosauridae                                                   |
|  |                                                                     |

|  | Ichthyosaurus     |
|  |                   |
|  | Ophthalmosauridae |
|  |                   |

|  | Stenopterygius                                                      |
|  |                                                                     |
|  | \| \| Ichthyosaurus \| \| \| \| \| \| Ophthalmosauridae \| \| \| \| |
|  |                                                                     |
|  | Ichthyosaurus                                                       |
|  |                                                                     |
|  | Ophthalmosauridae                                                   |
|  |                                                                     |

|  | Ichthyosaurus     |
|  |                   |
|  | Ophthalmosauridae |
|  |                   |

|  | Stenopterygius                                                      |
|  |                                                                     |
|  | \| \| Ichthyosaurus \| \| \| \| \| \| Ophthalmosauridae \| \| \| \| |
|  |                                                                     |
|  | Ichthyosaurus                                                       |
|  |                                                                     |
|  | Ophthalmosauridae                                                   |
|  |                                                                     |

|  | Ichthyosaurus     |
|  |                   |
|  | Ophthalmosauridae |
|  |                   |

|  | Stenopterygius                                                      |
|  |                                                                     |
|  | \| \| Ichthyosaurus \| \| \| \| \| \| Ophthalmosauridae \| \| \| \| |
|  |                                                                     |
|  | Ichthyosaurus                                                       |
|  |                                                                     |
|  | Ophthalmosauridae                                                   |
|  |                                                                     |

|  | Ichthyosaurus     |
|  |                   |
|  | Ophthalmosauridae |
|  |                   |

|  | Stenopterygius                                                      |
|  |                                                                     |
|  | \| \| Ichthyosaurus \| \| \| \| \| \| Ophthalmosauridae \| \| \| \| |
|  |                                                                     |
|  | Ichthyosaurus                                                       |
|  |                                                                     |
|  | Ophthalmosauridae                                                   |
|  |                                                                     |

|  | Ichthyosaurus     |
|  |                   |
|  | Ophthalmosauridae |
|  |                   |

|  | Stenopterygius                                                      |
|  |                                                                     |
|  | \| \| Ichthyosaurus \| \| \| \| \| \| Ophthalmosauridae \| \| \| \| |
|  |                                                                     |
|  | Ichthyosaurus                                                       |
|  |                                                                     |
|  | Ophthalmosauridae                                                   |
|  |                                                                     |

|  | Ichthyosaurus     |
|  |                   |
|  | Ophthalmosauridae |
|  |                   |

|  | Stenopterygius                                                      |
|  |                                                                     |
|  | \| \| Ichthyosaurus \| \| \| \| \| \| Ophthalmosauridae \| \| \| \| |
|  |                                                                     |
|  | Ichthyosaurus                                                       |
|  |                                                                     |
|  | Ophthalmosauridae                                                   |
|  |                                                                     |

|  | Ichthyosaurus     |
|  |                   |
|  | Ophthalmosauridae |
|  |                   |

|  | Stenopterygius                                                      |
|  |                                                                     |
|  | \| \| Ichthyosaurus \| \| \| \| \| \| Ophthalmosauridae \| \| \| \| |
|  |                                                                     |
|  | Ichthyosaurus                                                       |
|  |                                                                     |
|  | Ophthalmosauridae                                                   |
|  |                                                                     |

|  | Ichthyosaurus     |
|  |                   |
|  | Ophthalmosauridae |
|  |                   |

|  | Stenopterygius                                                      |
|  |                                                                     |
|  | \| \| Ichthyosaurus \| \| \| \| \| \| Ophthalmosauridae \| \| \| \| |
|  |                                                                     |
|  | Ichthyosaurus                                                       |
|  |                                                                     |
|  | Ophthalmosauridae                                                   |
|  |                                                                     |

|  | Ichthyosaurus     |
|  |                   |
|  | Ophthalmosauridae |
|  |                   |

|  | Stenopterygius                                                      |
|  |                                                                     |
|  | \| \| Ichthyosaurus \| \| \| \| \| \| Ophthalmosauridae \| \| \| \| |
|  |                                                                     |
|  | Ichthyosaurus                                                       |
|  |                                                                     |
|  | Ophthalmosauridae                                                   |
|  |                                                                     |

|  | Ichthyosaurus     |
|  |                   |
|  | Ophthalmosauridae |
|  |                   |